# جایزه بزرگ آلمان ۱۹۶۳
جایزه بزرگ آلمان ۱۹۶۳ (انگلیسی: ‎1963 German Grand Prix‎) یک مسابقهٔ موتوری در رشتهٔ اتومبیل‌رانی فرمول یک بود که در تاریخ ۴ اوت ۱۹۶۳ در نوربورگ‌رینگ واقع در نوربورگ، آلمان غربی برگزار شد. این گراند پری در میان ۱۰ گراند پری در فصل ۱۹۶۳، مسابقهٔ شمارهٔ ۶ بود.
در این مسابقه که در ۱۵ دور و به مسافت ۳۴۲٫۱۵۰ کیلومتر (۲۱۲٫۶۰۲ مایل) برگزار شد، پول پوزیشن توسط جیم کلارک کسب شد و سریع‌ترین زمان برای طی یک دور پیست که برابر با ۸:۴۷٫۰ بود نیز توسط جان سرتیز به ثبت رسید.
جان سرتیز از تیم فراری، جیم کلارک از تیم لوتوس-کلیمکس و ریچی گینتر از تیم بی‌آرام به‌ترتیب مقام‌های اول تا سوم مسابقه را کسب کردند.

## رده‌بندی قهرمانی پس از مسابقه
|       | جایگاه | راننده     | امتیاز |
| ----- | ------ | ---------- | ------ |
|       | ۱      | جیم کلارک  | ۴۲     |
| ۲     | ۲      | جان سرتیز  | ۲۲     |
| ۱     | ۳      | ریچی گینتر | ۱۸     |
| ۱     | ۴      | گراهام هیل | ۱۳     |
|       | ۵      | دن گرنی    | ۱۲     |
| منبع: |        |            |        |

|       | جایگاه | سازنده        | امتیاز |
| ----- | ------ | ------------- | ------ |
|       | ۱      | لوتوس-کلیمکس  | ۴۳     |
| ۳     | ۲      | فراری         | ۲۲     |
| ۱     | ۳      | بی‌آرام        | ۲۲     |
| ۱     | ۴      | کوپر-کلیمکس   | ۱۷     |
| ۱     | ۵      | برابام-کلیمکس | ۱۳     |
| منبع: |        |               |        |

یادداشت
- تنها پنج جایگاه نخست از هر رده‌بندی نمایش داده شده‌است.